# Alois Offner
Alois Offner (* 16. Juni 1799 in Wolfsberg; † 22. August 1871 ebenda) war ein österreichischer Unternehmer und Politiker.

## Leben
Offner war der Sohn des Inhabers der Firma Offner zu Wolfsberg, Johann Michael Offner (1766–1831) und dessen Ehefrau Johanna geborene Paumgartner (1778–1805). Josef Offner war sein Bruder. Er war römisch-katholischer Konfession und heiratete am 26. November 1836 Karoline Diwald (1801–1845). Aus der Ehe gingen zwei Töchter hervor.
1820 wurde er Teilhaber der väterlichen „Schnitt- und Materialwarenhandlung“. Ab dem Jahr 1826 war er Stadtkämmerer, dann Magistratsrat. Im Jahr 1831 gründete er das Sensenwerk in Wolfsberg. 1867 ersteigerte er das Hammerwerke Priel.
Vom 17. Juli 1848 bis zu seinem Rücktritt am 13. Oktober 1848 war er Abgeordneter im Provisorischen Kärntner Landtag. Sein Bruder Josef war als sein Stellvertreter gewählt worden und legte am gleichen Tag sein Mandat nieder. Bei der Nachwahl am 10. November 1848 wurde Franz von Rosthorn als Abgeordneter gewählt (der das Mandat wegen Doppelwahl nicht annahm) und Franz Wohlgemuth als Stellvertreter.
1861 wurde der Kärntner Landtag eingerichtet. Nach dem Rücktritt von Paul Waschner wurde er in einer Nachwahl in den Landtag der ersten Wahlperiode gewählt und war vom 8. Januar 1863 bis zum 2. Januar 1867 Abgeordneter. In der zweiten Wahlperiode wurde er wiedergewählt und war erneut vom 8. Februar 1867 bis zu seinem Rücktritt am 4. August 1868 Mitglied des Landtags. Im Landtag schloss er sich dem Klub der Fortschrittspartei an.